# Houndé
Houndé è un dipartimento del Burkina Faso classificato come città, capoluogo della provincia di Tuy, facente parte della Regione degli Alti Bacini.
Il dipartimento si compone del capoluogo e di altri 15 villaggi: Boho-Kari, Bombi, Bouahoun, Bouende, Bouéré, Daboui, Dankari, Dohoun, Doufien, Kari, Kiéré, Laho, Siéni, Tiomboni e Touaho.

## Amministrazione

### Gemellaggi
Houndé è gemellata con:
- Albacete[2]